# Awaji (wyspa)
Wyspa Awaji (jap. 淡路島 Awaji-shima) – wyspa położona w prefekturze Hyōgo w Japonii, we wschodniej części Morza Wewnętrznego, pomiędzy wyspami Honsiu i Sikoku.
Jako że stanowi drogę transportową pomiędzy tymi dwiema wyspami, pierwotne znaczenie nazwy to „droga do prowincji Awa”. Nazwa Awaji była również zapisywana jako 淡道.
Ludność wyspy zajmuje się rybołówstwem oraz uprawą ryżu i cytrusów.

## Geografia
Awaji oddzielona jest od Honsiu cieśniną Akashi, a od Sikoku cieśniną Naruto. Od 1998 roku wyspa jest połączona z Honsiu mostem Akashi Kaikyō. Od momentu ukończenia autostrady Kobe-Awaji-Naruto stanowi główne połączenie między Honsiu i Sikoku. Na Awaji leżą trzy miasta:
- Awaji
- Sumoto
- Minami-Awaji

Przez wyspę przebiega uskok Nojima. Trzęsienie ziemi w 1995 roku spowodowało ogromne zniszczenia w mieście Kobe i południowych miastach prefektury Hyōgo.

## Historia
Według starożytnego mitu, Awaji to pierwsza wyspa stworzona przez dwoje bóstw (kami), Izanagiego i Izanami. Historycznie Awaji stanowiło jedną prowincję Awaji (od VII wieku), która w ramach systemu Gokishichidō była częścią okręgu Nankaidō.